# Грандидие
Протока Грандидие (на френски: Détroit Grandidier); на английски: Grandidier Channal) е разположен между северната част на островите Биско на северозапад и Бряг Греъм на Земя Греъм (част от Антарктическия полуостров) на югоизток, в североизточната част на море Белингсхаузен, част от Тихоокеанския сектор на Южния океан. Простира се на около 125 km между 65° и 66° ю.ш. от остров Анверс североизток до остров Ларуи на югозапад. Континенталните му брегове са силно разчленени от множество дълбоко вдаващи се в сушата заливи (Бискочи, Биго, Барилари и др.), дълги и тесни полуострови между тях и множество малки острови (Бут, Аржентина, Пит и др.) в него.
Протокът е открит, изследван и бреговете му са топографски заснети от френската антарктическа експедиция (1903 – 05), възглавявана от видния полярен изследовател Жан Батист Шарко, който наименува новооткрития проток в чест на Алфред Грандидие (1836 – 1921), президент на Парижкото географско дружество от 1901 до 1905 г.